# 奥多梅兹
奥多梅兹（法語：Odomez）是法国北部-加来海峡大区诺尔省的一个市镇，属于瓦朗谢讷区埃斯科河畔孔代县。该市镇2009年时的人口为936人。

## 人口
奥多梅兹人口变化图示
| 数据来源：INSEE |